# Heinkel HD 32
Хейнкель HD 32 (нем. Heinkel HD  32) — немецкий учебно-тренировочный самолёт.
HD 32 был создан в 1926 году на базе Heinkel HD 21. HD 32 имел двигатель Siemens-Halske Sh 12 мощностью 125 л. с. Всего было выпущено 10 экземпляров самолёта HD 32. Один из них, переоборудованный под двигатель Bristol Lucifer, участвовал в авиагонке Deutscher Rundflug.

## Лётно-технические характеристики
| Модификация                     | HD 32                     |
| Размах крыла, м                 | 10,50                     |
| Длина (на поплавках), м         | 6,80                      |
| Высота (на поплавках), м        | 3,02                      |
| Площадь крыла, м2               | 24,30                     |
| Масса, кг                       |                           |
| пустого самолёта (на поплавках) | 520                       |
| нормальная взлетная             | 900                       |
| Тип двигателя                   | 1 ПД Siemens-Halske Sh 12 |
| Мощность, л. с.                 | 1 х 125                   |
| Максимальная скорость, км/ч     | 140                       |
| Крейсерская скорость, км/ч      | 120                       |
| Практическая дальность, км      | 600                       |
| Скороподъемность, м/мин         | 132                       |
| Практический потолок, м         | 3800                      |
| Экипаж, чел                     | 2                         |